# Henryk (hrabia Malty)
Henryk Rybak (il Pescatore), Henryk Maltański  (zm. 1230) – żeglarz, admirał floty sycylijskiej, hrabia Malty.

## Życiorys

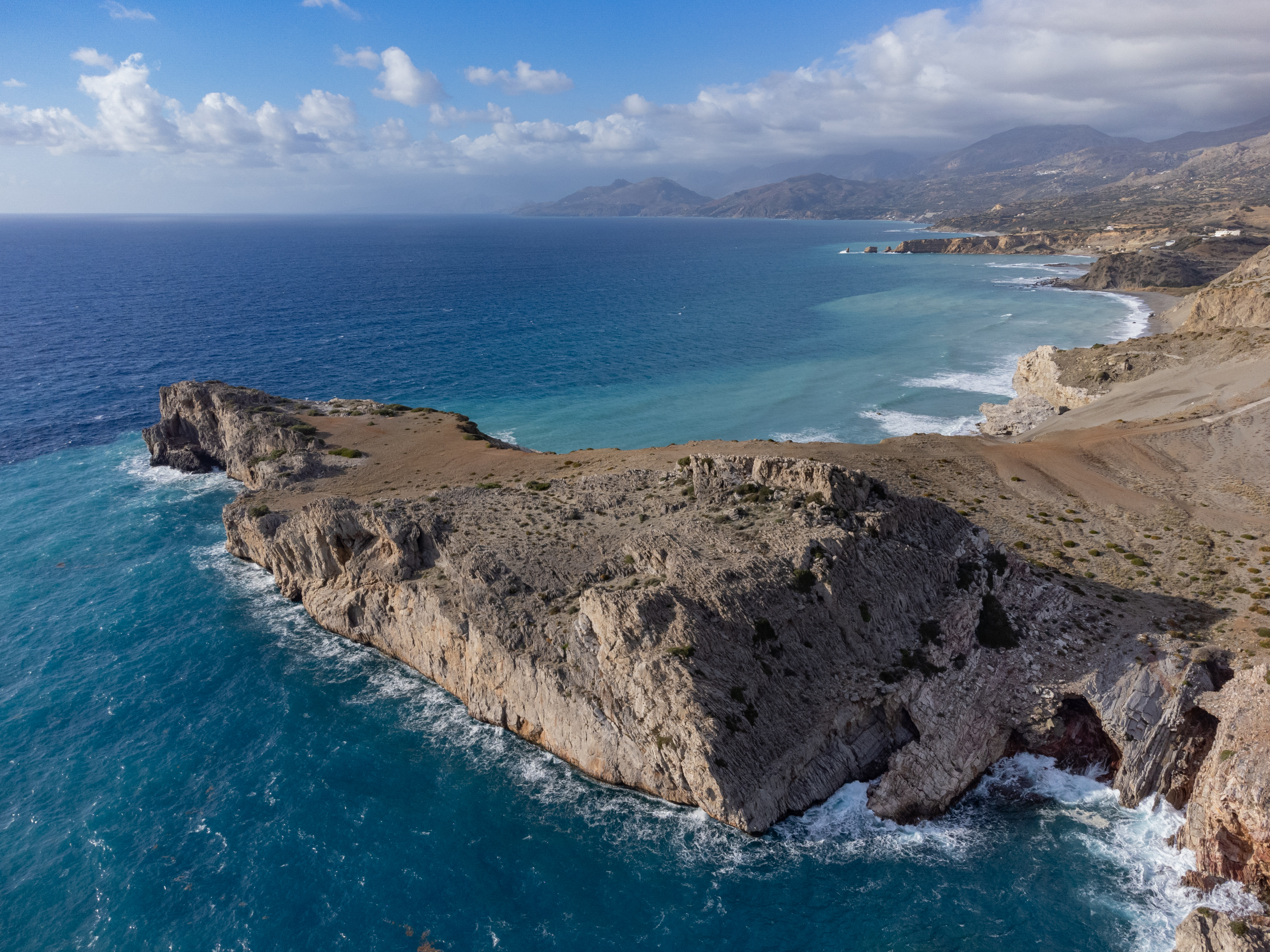
Wybrzeże Krety

Nie wiadomo, skąd pochodził; część historyków przypuszcza, że był Maltańczykiem z urodzenia, według innej teorii należał do rodu da Castello z Genui. Prawdopodobnie w młodości zajmował się korsarstwem. Został władcą Malty z genueńskiego nadania. Wzmianka o jego stanowisku hrabiego Malty pojawia się około 1206 roku. Zdobył wówczas dla genueńczyków Kretę od Wenecjan i utrzymał ją do 1209 roku dzięki zaangażowaniu maltańskich marynarzy. Za jego rządów Malta nabrała znaczenia jako baza handlowa oraz ośrodek politycznej ekspansji genueńczyków. Po tym, jak prawowity zarządca archipelagu, cesarz Królestwa Sycylijskiego Fryderyk II Hohenstauf powrócił na swoje ziemie, Henryk przeszedł na jego stronę. Cesarz powierzył mu dowództwo armii skierowanej do zdławienia oporu ludności muzułmańskiej w górzystym terenie Malty. Kampania była niezbyt udana oraz uciążliwa i zakończyła się wiosną 1222 roku buntem Henryka wobec cesarza Fryderyka, za co cesarz osadził go w więzieniu i odebrał mu władzę. Henryk wyszedł z więzienia jeszcze w 1222 roku. Odzyskał łaski, nadal miał tytuł hrabiowski, jednak już nie był władcą feudalnym Malty. Został mianowany admirałem sycylijskiej floty. Odnosił zwycięstwa w wyprawach na Wschód, w tym do Egiptu. Był wówczas sławny i pozostawał w dobrych stosunkach z cesarzem Fryderykiem; nie zajmował w tym czasie sprawami Malty.